# О любви (рассказ)
«О любви́» — рассказ русского писателя и драматурга Антона Павловича Чехова, написанный в 1898 году.
Рассказ «О любви» завершает чеховскую «Маленькую трилогию». Рассказ был впервые опубликован в августе 1898 года в журнале «Русская мысль» № 8.

## О рассказе
Первые упоминания о задумках рассказа появляются в записных книжках Чехова в 1895 году. Работал над рассказом писатель в Мелихове летом 1898 года. В это же время Чехов работал и над «Крыжовником»: оба рассказа готовились к выходу в августовском номере журнала «Русская мысль». Л. А. Авилова считала, что в этом рассказе отразилась история её взаимоотношений с Чеховым.
И вот сколько лет прошло. Я вся седая, старая... Тяжело жить. Надоело жить. И я уже не живу... Но всё больше и больше люблю одиночество, тишину, спокойствие. И мечту. А мечта — это А. П. И в ней мы оба молоды и мы вместе. 
   ...В этой тетради я пыталась распутать очень запутанный моток шёлка: решить один вопрос: любили ли мы оба? Он? Я?.. Я не могу распутать этого клубка.Л. А. Авилова
Но некоторые критики считают, что воспоминания Авиловой излишне субъективны.
Как и другие рассказы трилогии, рассказ «О любви» был высоко оценен критиками. При жизни Чехова рассказ был переведён на болгарский язык.

## Сюжет
В этом рассказе мы слышим историю любви Павла Константиновича Алёхина — одного из героев «Маленькой трилогии».
В своей молодости, окончив институт, Алёхин поселился в имении, доставшемся ему от отца, Софьине. Ища работу для того, чтобы оплатить долги, Алёхин знакомится с Дмитрием Лугановичем, а позже и с его женой — Анной Алексеевной. Алёхин находит Анну Алексеевну Луганович прекрасной, доброй, интеллигентной женщиной; он был очарован её красотой и вскоре понял, что испытывает к ней особые чувства. Со временем герой всё чаще стал бывать у Лугановичей: он заходил к ним почти каждый день, а его отсутствие вызывало тревогу Лугановичей. Семья Лугановичей во многом хотела помочь Алёхину, например, они предлагали ему деньги в трудные моменты.
Тем временем, Алёхин понимал, что и Анна Алексеевна неравнодушна к нему, но ни он, ни она не хотели признаваться друг другу в чувствах, потому что это могло разрушить их собственные жизни: Анна Алексеевна думала о муже и детях, а Алёхин — о том, что он может дать ей. Вскоре Анна Алексеевна изменилась: она стала раздражительной и грубой из-за своих душевных терзаний. Она начала холодно относиться к Алёхину, отвечая ему с иронией и сарказмом. В конце августа Дмитрий с детьми должен был уезжать в одну из западных губерний, а Анна Алексеевна — в Крым, по рекомендациям врача. В поезде Алёхин и Анна Алексеевна признаются друг другу в любви и после этого расстаются навсегда.

## Экранизация
Сюжет рассказа использован в телефильме режиссёра Артура Войтецкого «История одной любви», снятом в 1981 году.